# Rosa Trier
Rosa Trier (født 24. december 1970 i København) er en dansk journalist, forfatter og landskabsarkitekt.
Hun er datter af multikunstneren Troels Trier og forfatteren og billedkunstneren Dea Trier Mørch. Hendes bror er musikeren og skuespilleren Tobias Trier, og hendes søster er billedkunstneren og forfatteren Sara Trier. I sin barndom prøvede hun kræfter med skuespillet , men har siden primært virket som TV-journalist på DR og som kommunikationskonsulent i DDB Needham og Københavns Kommune. Hun har desuden skrevet to bøger . Er uddannet fra Danmarks Journalisthøjskole (1994) og har også en BSc i landskabsarkitektur (2007) fra det biovidenskabelige fakultet, Science, Københavns Universitet.